# Akkadisch

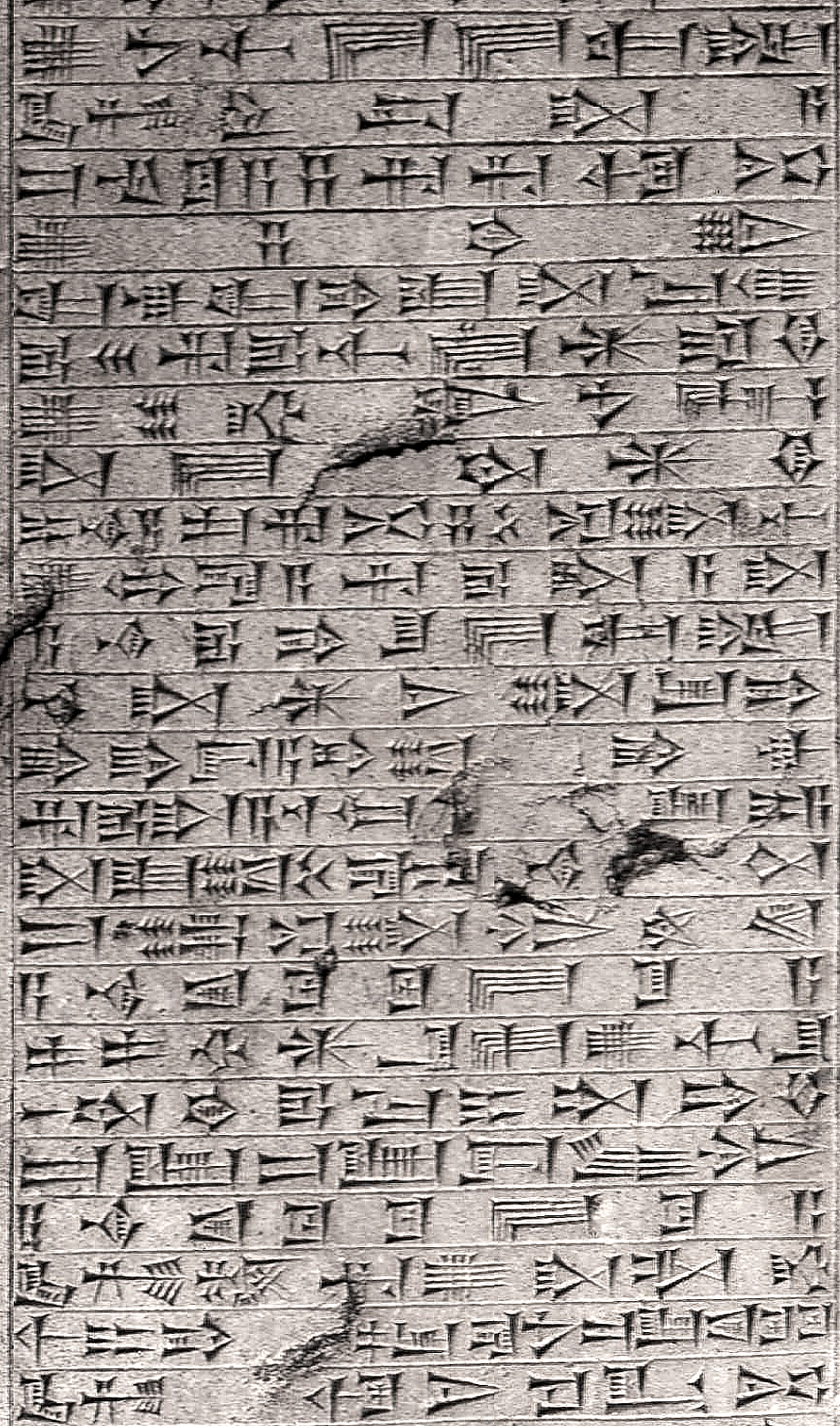
Akkadisch werd geschreven in spijkerschrift

Akkadisch was een Semitische taal die gebruikt werd van de Faraperiode (ca. 2800 v.Chr.) tot de 1e eeuw na Chr., al werd het als gesproken taal in de laatste eeuwen voor Christus geleidelijk vervangen door het Aramees en bleef het hoofdzakelijk als taal van de wetenschap verder leven (vgl. het middeleeuws Latijn).
Van het begin van het 2e millennium tot het einde van het Assyrische Rijk bestonden er twee dialecten, Babylonisch en Assyrisch.
Mesopotamië was het thuisland van deze taal, maar op verschillende tijdstippen werd het ook ver buiten dit gebied gebruikt, gaande van Perzië in het oosten tot Syrië-Palestina en Egypte, waar het als diplomatieke taal diende, in het westen.
Gedurende die lange periode en verspreid over zo'n immens gebied onderging het uiteraard wijzigingen. Men onderscheidt dan ook binnen de term Akkadisch verschillende dialecten.
Een overzicht:
| Babylonisch                             | Schrijftaal                             | Assyrisch                           |
| --------------------------------------- | --------------------------------------- | ----------------------------------- |
| Oud-Akkadisch (2500-1950 v.Chr.)        |                                         |                                     |
| Oud-Babylonisch (1950-1530 v.Chr.)      |                                         | Oud-Assyrisch (1950-1750 v.Chr.)    |
| Midden-Babylonisch (1530-1000 v.Chr.)   | Standaard-Babylonisch (1500-500 v.Chr.) | Midden-Assyrisch (1500-1000 v.Chr.) |
| Neo-Babylonisch (1000-625 v.Chr.)       | Standaard-Babylonisch (1500-500 v.Chr.) | Neo-Assyrisch (1000-600 v.Chr.)     |
| Laat-Babylonisch (625 v.Chr.-75 n.Chr.) |                                         |                                     |

Na de Oud-Babylonische periode loopt parallel, naast de gesproken taal, een artificieel geschreven vorm van de taal, het Standaard-Babylonisch, die sterk aansluit bij het Oud-Babylonische dialect.
Naast deze centrale dialecten zijn er meerdere perifere dialecten schriftelijk geattesteerd. In Akkadische documenten is het plaatselijke dialect van de schrijver, uit bijvoorbeeld Susa, Boghazköy, Alalah, Nuzi, Ugarit of Amarna, zichtbaar.
In het Akkadisch bewaarde teksten zijn van velerlei aard: rituelen, gebeden, hymnen, voorspellingen, literatuur, brieven, contracten, zakelijke bestanden, verdragen.